# X koncert na 2 fortepiany (KV 365)
X Koncert fortepianowy Es-dur – Koncert KV 365/316a nr 10 na 2 fortepiany z towarzyszeniem orkiestry, skomponowany przez Wolfganga Amadeusa Mozarta. Powstał w 1779 roku w Salzburgu, prawdopodobnie z myślą o wspólnych występach z siostrą Nannerl.
Koncert Es-dur jest dziełem o wesołym i swobodnym nastroju, który szczególnie przejawia się w ostatniej części. Między obojgiem solistów toczy się współzawodniczenie, a orkiestra jest doskonałym tłem dla figuracji fortepianów. Całość trwa ok. 25 minut.

## Części
- Allegro
- Andante
- Rondo: Allegro